# I ragazzi venuti dal Brasile (romanzo)
I ragazzi venuti dal Brasile è un romanzo fantapolitico scritto da Ira Levin nel 1976 e pubblicato in Italia da Arnoldo Mondadori Editore.
Nel 1978, da questo romanzo è stato tratto il film omonimo con Laurence Olivier che interpreta Lieberman e Gregory Peck nella parte di Mengele.

## Trama
Molti anni dopo il termine della seconda guerra mondiale il famigerato medico nazista Josef Mengele - rifugiatosi in Brasile - crea 94 cloni di Adolf Hitler, dati in affidamento e allevati da diverse famiglie residenti in paesi del Nord Europa e del Nord America. Infatti, prima che il dittatore tedesco morisse, Mengele aveva prelevato di persona un suo lembo di pelle e un campione di sangue. Finanziato da una potente organizzazione di camerati nazisti, l'abile medico porta avanti, con successo, esperimenti di clonazione.
I genitori che crescono inconsapevolmente i piccoli cloni di Hitler sono stati scelti in base a specifiche caratteristiche: tra i due coniugi c'è una notevole differenza d'età, il padre è assente e tirannico verso il bambino mentre la madre si comporta in modo affettuoso ed amorevole. Questo rispecchia l'indole degli autentici genitori di Hitler.
Mengele affida ad alcuni sicari il compito di eliminare tutti i padri non appena i cloni raggiungono i 14 anni di età entro la primavera del 1977. Il dittatore, nato nel 1889, perse il padre nel 1903. Il sogno del folle dottore è di ricreare esattamente le condizioni in cui venne a trovarsi il giovane Hitler all'inizio del Novecento. Egli si augura che uno dei 94 ragazzi possa diventare il nuovo Führer e guidare la Germania verso il Quarto Reich. Mengele, però, durante l'attuazione del progetto, viene abbandonato dai potenti ma non persuasi fiancheggiatori e rintracciato negli Stati Uniti dal vecchio e tenace cacciatore di nazisti Yakov Lieberman. Il medico morirà in una fattoria americana in Pennsylvania dopo aver eliminato di persona uno dei padri dei 94 giovani cloni. Mengele deve prima affrontare Lieberman nella fattoria per essere poi aggredito mortalmente dai dobermann aizzatigli contro da uno dei suoi cloni.

## Influenza culturale
Questo romanzo ispirò Jeff Hanneman, il chitarrista degli Slayer, a scrivere nel 1986 la canzone Angel of Death contenuta nell'album Reign in Blood.

## Edizioni
- Ira Levin, I ragazzi venuti dal Brasile, collana collana Oscar varia, traduzione di Adriana Dell'Orto, Arnoldo Mondadori Editore, 2006, ISBN 88-04-55387-1.

- I ragazzi venuti dal Brasile, collana Bigsur, traduzione di Adriana Dell'Orto, SUR, maggio 2016, ISBN 978-88-6998-024-4.